# Oralità e scrittura. Le tecnologie della parola
Oralità e scrittura: le tecnologie della parola è un saggio dell'antropologo Walter J. Ong che delinea la storia dell'umanità nel suo evolversi psicologico dall'oralità alla scrittura attraversando tre tappe o fasi, simili all'analisi del contemporaneo McLuhan con il quale l'autore ha studiato: oralità primaria, cultura alfabetica e tipografica, oralità secondaria dei media elettronici.